# Gebotszeichen

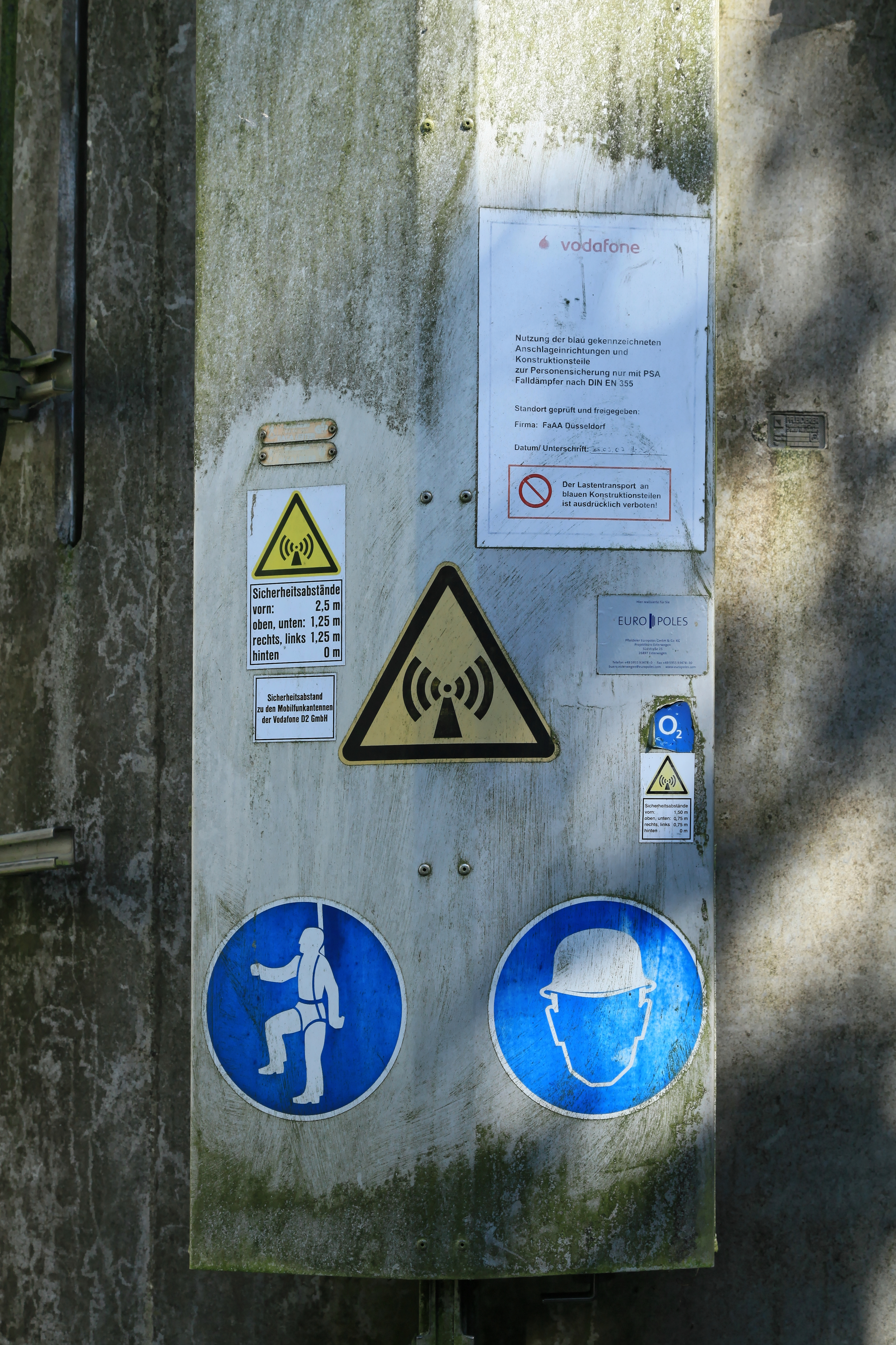
Sicherheitszeichen nach DIN 4844-2 und Richtlinie 92/58/EWG. Unten die Gebotszeichen

Als Gebotszeichen werden Sicherheitszeichen bezeichnet, die auf ein Gebot hinweisen.

## Grundlagen
Die Piktogramme sind nach DIN 4844-2 weiß und befinden sich auf einem runden Schild mit blauem Hintergrund (RAL 5005 Signalblau) und weißem Rand. Sie werden vor allem im Straßenverkehr und in der Unfallverhütung am Arbeitsplatz verwendet. Im Arbeitsschutz weisen sie hauptsächlich auf zu tragende Schutzeinrichtungen hin. Es besteht dort auch die Möglichkeit, mehrere Hinweise in einem Piktogramm zu kombinieren (z. B. Helm- und Brillentragepflicht – hier sind dann sowohl der Helm als auch die Brille in vollem Weiß hervorgehoben).
Die neuen Symbole nach der Norm DIN EN ISO 7010 sind international und europäisch abgestimmt und wurden zum 27. Februar 2013 in der Technischen Regel für Arbeitsstätten ASR A1.3 übernommen.
Die DIN EN ISO 7010 definiert Kennbuchstaben für die verschiedenen Kategorien der Sicherheitskennzeichen:
- P = Verbotszeichen
- W = Warnzeichen
- M = Gebotszeichen
- E = Rettungszeichen
- F = Brandschutzzeichen

Durch den Kennbuchstabe sowie einer dreistelligen Ziffer lässt sich jedes genormte Sicherheitskennzeichen identifizieren.
Die ASR A1.3 definiert darüber hinaus Zusatzzeichen, die zusammen mit einem Sicherheitszeichen verwendet werden und ein Kombinationszeichen ergeben.

## Übersicht
| EN ISO 7010                     | DIN 4844-2:2001                   | Richtlinie 92/58/EWG                                 | Kennzeichnungsverordnung                             | The Health and Safety (Safety Signs and Signals) Regulations 1996          |
| ------------------------------- | --------------------------------- | ---------------------------------------------------- | ---------------------------------------------------- | -------------------------------------------------------------------------- |
| M001: Allgemeines Gebotszeichen | D-M000: Allgemeines Gebotszeichen | Allgemeines Gebot (gegebenenfalls mit Zusatzzeichen) | Allgemeines Gebot (gegebenenfalls mit Zusatzzeichen) | General mandatory sign (to be accompanied where necessary by another sign) |
| M003: Gehörschutz benutzen      | D-M003: Gehörschutz benutzen      | Gehörschutz tragen                                   | Gehörschutz tragen                                   | Ear protection must be worn                                                |
| M004: Augenschutz benutzen      | D-M001: Augenschutz benutzen      | Augenschutz tragen                                   | Augenschutz tragen                                   | Eye protection must be worn                                                |
| M008: Fußschutz benutzen        | D-M005: Fußschutz benutzen        | Schutzschuhe tragen                                  | Schutzschuhe tragen                                  | Safety boots must be worn                                                  |
| M009: Handschutz benutzen       | D-M006: Handschutz benutzen       | Schutzhandschuhe tragen                              | Schutzhandschuhe tragen                              | Safety gloves must be worn                                                 |
| M010: Schutzkleidung benutzen   | D-M007: Schutzkleidung benutzen   | Schutzkleidung tragen                                | Schutzkleidung tragen                                | Safety overalls must be worn                                               |
| M013: Gesichtsschutz benutzen   | D-M008: Gesichtsschutz benutzen   | Gesichtsschutzschild tragen                          | Gesichtsschutzschild tragen                          | Face protection must be worn                                               |
| M014: Kopfschutz benutzen       | D-M002: Kopfschutz benutzen       | Schutzhelm tragen                                    | Schutzhelm tragen                                    | Safety helmet must be worn                                                 |
| M017: Atemschutz benutzen       | D-M004: Atemschutz benutzen       | Atemschutz tragen                                    | Atemschutz tragen                                    | Respiratory equipment must be worn                                         |
| M018: Auffanggurt benutzen      | D-M009: Auffanggurt anlegen       | Auffanggurt anlegen                                  | Auffanggurt anlegen                                  | Safety harness must be worn                                                |
| M024: Fußgängerweg benutzen     | D-M010: Für Fußgänger             | Gebot für Fußgänger                                  | Gebot für Fußgänger                                  | Pedestrians must use this route                                            |